# Garifuna
Garifuna (garifuna jezik jedci jam, množina Garinagu) so etnična skupina z več kot 100.000 pripadniki v Srednji Ameriki in ZDA. Nastala je iz zveze nekdanjih sužnjev iz Zahodne Afrike in staroselcev Karibov, ki je potekala na karibskem otoku Sveti Vincencij od 17. stoletja.

## Izvor in zgodovina
Zlitje obeh skupin prebivalstva se je verjetno začelo leta 1635, ko sta dve suženjski ladji doživeli brodolom blizu Sv. Vincencija. Afričani so uspeli pobegniti in prevzeli so jih otoški Karibi (Kalipona) ter se z njimi pomešali. Karibi so se pred tem združili z Aravaki, ki so jih nekoč podjarmili.
Nadaljnjo zgodovino prednikov Garifuna na Sv. Vincenciju je krojilo francosko-angleško tekmovanje v karibski regiji in predvsem suženjsko gospodarstvo: Garifuni, ki jim je to vedno znova uspelo, ne nazadnje tudi zaradi francosko-angleške konkurence, da bi ohranili svojo neodvisnost in ki so večinoma živeli mirno s francoskimi naseljenci. Po dokončni britanski okupaciji otoka leta 1795 in s tem povezanim širjenjem suženjskega gospodarstva (na plantažah sladkornega trsa) so kolonialni vladarji in novi kolonisti nanje gledali s sumom, saj so bili zgled svobodnim črncem. Vojaški spopadi med Britanci na eni strani ter Garifunami in Francozi na drugi (karibska vojna) so se končali leta 1796 s popolnim porazom Garifunov in Francozov. Poraženi Garifuni - skupaj z nekaterimi uporniškimi sužnji - so bili najprej deportirani na bližnji otok Baliceaux, kjer je umrlo več kot 50 % zapornikov. Zato so Angleži 20. februarja 1797 iz Baliceauxa na otok Roatán ob honduraški obali preselili 2248 »črnih Karibov«. Od tu so se Garifuni razširili na Bay Islands. Okoli leta 1832 je veliko Garifunov emigriralo v Belize.

## Kultura
Njihov jezik, garifuna, tudi Igñeri, pripada avtohtoni ameriški jezikovni družini Aravak in kaže avtohtone karibske, francoske in angleške ter v zadnjem času regionalno španske vplive v svojem besedišču. Izolirani afriški vplivi v Igñeri najverjetneje izvirajo iz Yoruba v jugozahodni Nigeriji. Obstaja vsaj 50 besed, ki se razlikujejo glede na to, ali govori moški ali ženska: za moške je »ne« inó, za ženske pa ud. Številčne besede so - z izjemo 'ena' in 'dva' - francoskega izvora: seingu za 'pet' (cinq), sisi za 'šest' (six) ali dusu za 'dvanajst' (douze). Dänki (hvala) ali wata (voda) prihajata iz angleščine. Večina moških besed in slovničnih posebnosti prihaja iz karibskega Galibija, medtem ko so ženske različice večinoma prevzete iz Ignerija.
Verska in kulturna tradicija je pretežno (zahodno)afriška. Poleg jezika so karibskega izvora nekatere plesne oblike, kot sta ples v krogu in delno ples punta, nekatere legende in posamezne obredne prakse, ki jih v podobni obliki še vedno najdemo pri nekaterih amazonskih plemenih. Drugi verski običaji in tradicije ter glasba Parranda kažejo tesne povezave s starodavnimi zahodnoafriškimi kulti in praksami (Joruba, Mandé ali Ašanti). To vključuje čaščenje prednikov, ki se izraža v tri- do štiridnevnem obredu, imenovanem Dügü, v katerem se prikličejo duhovi prednikov. Etnološke razprave o izvoru posameznih izročil so še vedno v teku in so delno podvržene nihajočemu zanimanju za predpostavljanje starejšega afriškega (tj. uvoženega) ali starejšega indijskega (tj. avtohtonega) izvora.
Jezik, ples in glasbo garifuna je UNESCO leta 2001 priznal kot mojstrovino ustne in nesnovne dediščine človeštva, leta 2008 pa jih je dodal na Reprezentativni seznam nesnovne kulturne dediščine človeštva.

## Današnja situacija
Več kot 100.000 Garifunov zdaj živi v Belizeju, kjer predstavljajo do 7 % prebivalstva, v Gvatemali, Hondurasu in Nikaragvi, večinoma kot ribiči na obali in kot delavci pri gojenju banan. Številni Garifuni (Garinagu) živijo tudi kot priseljenci v ZDA, predvsem v mestu New York.
V zadnjih letih kulturo Garifunov vse bolj odkriva turistična industrija. Današnji Garifun govori Igñeri in, odvisno od države, angleško ali špansko.
Za zastopanje (tudi) interesov Garifunov si po poročanju Garifuna.com prizadevajo zlasti naslednje organizacije:
- ODECO (Organización de Desarrollo Etnico Comunitario)
- OFRANEH (Organización Fraternal Negra Hondureña)
- ONECA (Organización Negra Centroamericana/Central American Black Organisation)